# فرودگاه بین‌المللی بیشاپ
فرودگاه بین‌المللی بیشاپ (به انگلیسی: Bishop International Airport) یک فرودگاه همگانی با کد یاتا FNT است که یک باند فرود آسفالت دارد و طول باند آن ۲۳۹۲ متر است. این فرودگاه در کشور ایالات متحده آمریکا قرار دارد و در ارتفاع ۲۳۸٫۴ متری از سطح دریا واقع شده‌است.

## نگارخانه

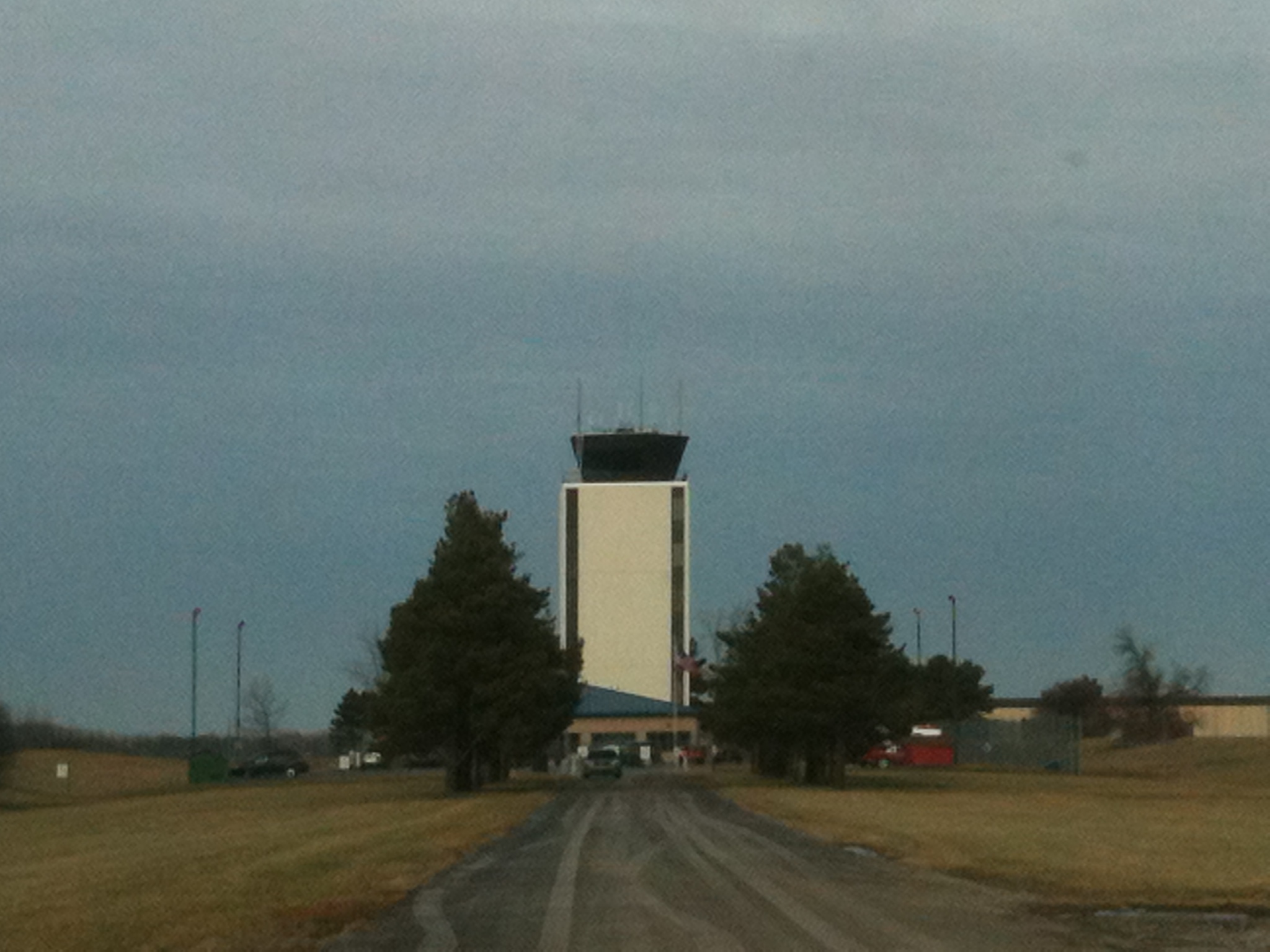

## شرکت‌های هواپیمایی و مقصدهای پروازی

### مسافری
| شرکت‌های هواپیمایی | مقصدهای پروازی                                                              |
| ----------------- | --------------------------------------------------------------------------- |
| الیجنت ایر        | اورلندو سنفورد، شهرستان شارلوت (آغاز از ۶ اکتبر ۲۰۱۷)، سن پترزبورگ-کلیرواتر |
| امریکن ایگل 1     | اوهر شیکاگو                                                                 |
| دلتا ایرلاینز     | هارتسفیلد-جکسون آتلانتا                                                     |
| دلتا کانکشن 2     | مینیاپولیس−سنت پل                                                           |
| ساوت‌وست ایرلاینز  | میدوی شیکاگو فصلی: ساوثوست فلوریدا، اورلاندو، تمپا                          |
| یونایتد اکسپرس 3  | اوهر شیکاگو                                                                 |

1^  Operated by اسکای‌وست

2^  Operated by Endeavor Air

3^  Operated by SkyWest Airlines and ExpressJet

### باری
| شرکت‌های هواپیمایی | مقصدهای پروازی        |
| ----------------- | --------------------- |
| فدکس اکسپرس       | ممفیس                 |
| فدکس اکسپرس 4     | منطقه‌ای شهرستان آلپنا |

4 ^  Operated by سی‌اس‌ای ایر